# Тушинский тоннель
Ту́шинский тонне́ль — автомобильный тоннель в Москве на трассе Волоколамского шоссе, проходящий под каналом имени Москвы.
Построен в 1935—1937 годах одновременно с сооружением канала Москва — Волга (ныне — канал имени Москвы), в районе шлюза № 8. В этом месте канал идёт между двумя высокими дамбами, что сделало предпочтительным сооружение тоннеля, а не моста.
Первоначально тоннель включал в себя два параллельных проезда — по одному для каждого направления. Архитектурное оформление было произведено под руководством Владимира Кринского, и его выбор был обоснован местоположением тоннеля, который вёл из Москвы к расположенному неподалёку Тушинскому аэродрому. Въездные порталы тоннеля были оформлены скульптурами авиаторов — покорителей воздушного пространства. Освещение осуществлялось художественными бра, расположенными в верхней части боковых стен.
6 ноября 1944 года Тушино было соединено с Москвой трамваем маршрута № 6, пути которого были проложены через Тушинский тоннель — по одной колее в каждом проезде.
В 1972 году в составе тоннеля был построен и открыт ещё один проезд, по которому стало осуществляться движение по Волоколамскому шоссе из центра. Внутренний проезд тоннеля 1937 года стал использоваться для движения в центр, а трамвайная линия была целиком переложена во внешний проезд. Одновременно был открыт пешеходный переход. Это позволило успешно пропускать под каналом возросшие транспортные потоки, следующие по Волоколамскому шоссе.
В 2001 году было построено ещё два тоннеля: трёхполосный для движения прямо по Волоколамскому шоссе из центра и двухполосный для съезда на улицу Свободы (параллельно которому идёт пешеходный проход). В отличие от старых тоннелей эти два — непрямые. Особенно сильно тоннель искривлён в сегменте по направлению к улице Свободы. При строительстве этих тоннелей канал осушали и срывали его насыпь. Таким образом, общее количество тоннелей под каналом составило 5. Тоннель 1972 года постройки и внутренний проезд тоннеля 1937 года используются для движения в центр, внешний проезд тоннеля 1937 года по-прежнему служит для движения трамваев 6-го маршрута в обоих направлениях.
После «реконструкции с расширением проезда» скульптурное оформление было утрачено, освещение заменено на типовое.

## Авария 2019 года
Утром 10 января 2019 года, в результате аварии на шлюзе канала имени Москвы (просадка грунта на дамбе), тоннель 2001 года постройки подвергся частичному затоплению.

Последствия аварии были полностью ликвидированы 16 августа этого же года.